# Acanthella flagelliformis
Acanthella flagelliformis är en svampdjursart som först beskrevs av van Soest och Stentoft 1988.  Acanthella flagelliformis ingår i släktet Acanthella och familjen Dictyonellidae.
Artens utbredningsområde är Barbados. Inga underarter finns listade i Catalogue of Life.